# Volontà di potenza
Il concetto di volontà di potenza (in tedesco Wille zur Macht), insieme a quello di oltreuomo e a quello dell'eterno ritorno, è un tema caratteristico della filosofia di Nietzsche, ispirato ad una prospettiva di trasvalutazione di tutti i valori.

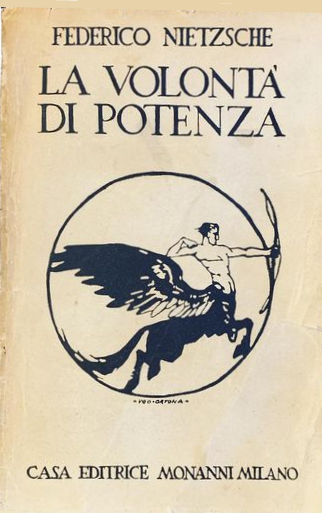
Frontespizio della prima traduzione italiana de La volontà di potenza (1922)

La volontà di potenza è inoltre il titolo dato a diverse raccolte postume di appunti di Nietzsche. Esistono almeno cinque versioni differenti della "Volontà di potenza": una curata dai fratelli Horneffer e Peter Gast nel 1901 e composta da 483 paragrafi; una da Elisabeth Förster-Nietzsche e Peter Gast nel 1906 che consta di 1067 paragrafi; una da Max Brahn del 1917 in 696 paragrafi; una da August Messer del 1930 in 491 paragrafi; e una da Friedrich Würzbach del 1935 in 2397 (ripubblicata poi nel 1940 col titolo Il lascito di Friedrich Nietzsche).

## Storia del concetto
(Ralph Waldo Emerson)
Il concetto, mutuato probabilmente da Spinoza e da alcuni saggi del trascendalista Emerson, come Potenza, viene menzionato per la prima volta da Nietzsche in Così parlò Zarathustra, per poi essere ripreso, almeno a margine, in quasi tutte le sue opere successive.
Esso si rifà inoltre alla centralità della volontà nella filosofia di Schopenhauer, dove era intesa come "volontà di vivere" ("Wille zum Leben") che si afferma al di là e al di sopra di ogni rappresentazione, nei singoli viventi e non viventi, nelle specie e persino nelle forze della natura, e che andava convertita in noluntas, o non-volontà, mediante una sorta di percorso ascetico ispirato allo spiritualismo orientale.

## Definizione
La volontà di potenza è per Nietzsche la volontà che vuole sé stessa, è cioè una volontà impersonale intesa come perpetuo rinnovamento dei propri valori; questa concezione sposa perfettamente il prospettivismo nietzschiano (da non confondersi con il relativismo), secondo cui l'Uomo deve continuamente aggiornare il suo punto di vista e mai fissarsi su una presunta verità definitiva.
Quindi la volontà di potenza non si afferma come desiderio concreto di uno o più oggetti specifici, ma come il meccanismo del desiderio nel suo stesso funzionamento incessante: il desiderio vuole continuamente e senza sosta il suo stesso accrescimento, dato che il desiderio è pulsione infinita di rinnovamento. È evidente in tal senso il nesso profondo che lega il tema della volontà di potenza con quello dell'oltreuomo e dell'eterno ritorno: è caratteristico dell'oltreuomo, infatti, poter assumere su di sé con leggerezza tutto il peso di questa volontà creatrice, accettando e affermando l'inesorabile ripetizione dell'attimo creativo, che soggiace alla teoria dell'eterno ritorno.
Da qui tuttavia deriva anche la paradossalità di una tale condizione, per cui la volontà deve al contempo volere ma anche negare sé stessa, per evitare di soffermarsi su un punto di vista ritenuto conclusivo. Alla potenza della creatività deve succedere di volta in volta il suo annientamento, per poter nascere di nuovo: ogni verità appena raggiunta è già una non-verità, ogni desiderio di approdare a un traguardo definitivo deve disconoscere il traguardo medesimo, per non restare imprigionato nelle forme che il desiderio stesso produce da sé.

## Controversie
L'edizione critica delle opere di Nietzsche a cura di Giorgio Colli e Mazzino Montinari aveva ritenuto di adottare una prospettiva del tutto neutrale rispetto alle controversie politiche e filosofiche circa un presunto adattamento dell'opera a fini ideologici da parte della propaganda nazista, e aveva pubblicato per la prima volta tutti i testi di Nietzsche, opere e frammenti postumi (compresi note, appunti e schede di lettura), in ordine rigorosamente cronologico. In questa edizione, i frammenti postumi dell'ultimo periodo non erano più pubblicati secondo il piano della Volontà di potenza, abbandonato da Nietzsche e arbitrariamente ricostruito dalla sorella Elisabeth Förster-Nietzsche e da Peter Gast.
Rifacendosi a quanto era stato argomentato da Montinari, gli studiosi Marco Brusotti, Federico Gerratana e Giuliano Campioni appoggiarono la tesi che Nietzsche non solo avrebbe effettivamente abbandonato la scrittura della Volontà di potenza, ma che avrebbe inoltre utilizzato il materiale originariamente destinato a questo progetto letterario per scrivere Il crepuscolo degli idoli e L'Anticristo: Elisabeth Förster-Nietzsche e gli altri compilatori non avrebbero fatto altro che assemblare gli appunti scartati o non ancora pubblicati da Nietzsche.
Maurizio Ferraris e Pietro Kobau dell'Università degli Studi di Torino sostengono invece non solo che l'edizione originaria della Volontà di potenza non presenterebbe contraffazioni - gli aforismi in essa contenuti sarebbero quelli scritti da Nietzsche di suo pugno, - ma che l'ordine seguito ricalcherebbe addirittura una bozza dello stesso Nietzsche (una delle tante bozze che il filosofo aveva scritto). Inoltre, seppure imputare a Nietzsche d'essere un nazionalsocialista è un anacronismo, secondo questi studi un'interpretazione della volontà di potenza in senso autoritario non solo sarebbe compatibile col pensiero nietzscheano, ma sarebbe addirittura dovuta: lo stesso Nietzsche intendeva rivolgersi a quella nuova aristocrazia di dominatori, i futuri Oltre Uomini, che «grazie alla loro sovrabbondanza di volontà, sapere, ricchezza e influsso, si serviranno dell'Europa democratica come del loro strumento più docile e maneggevole per prendere in mano le sorti della terra, per plasmare, come artisti, l'uomo stesso».